# Gobernabilidad de arquitectura orientada a servicios
La gobernabilidad en la arquitectura orientada a servicios (SOA, por sus siglas en inglés) es un concepto que se refiere a la capacidad de monitorizar y controlar a alto nivel procesos de negocio.

## Aplicabilidad del gobierno SOA
Es importante reseñar que la gobernabilidad de arquitectura orientada a servicios se aplica a:
- Infraestructura SOA
- Inventario de Servicios
- Interacción de participantes

## Marco
La norma ISO 38500 describe un marco de trabajo con seis líneas fundamentales de gobierno basadas en la arquitectura orientada a servicios que tiene tres tareas principales: evaluación, dirección y control.
Para ello es importante disponer de metodologías para administración de proyectos informáticos.